# S.U.M.1
S.U.M.1 ist ein deutscher Science-Fiction-Film von Christian Pasquariello. Der Film wird von Universum Film vertrieben. In den Hauptrollen spielen Iwan Rheon, André Hennicke und Gökdeniz Özcetin. Der Kinostart in Deutschland war am 7. Dezember 2017.

## Handlung
S.U.M.1 gehört im Deutschland des Jahres 2070 zu speziell ausgebildeten Rekruten des Militärs. Genau wie der Rest der Menschheit lebt er in einem unterirdischen System aus Bunkern. Dorthin haben die meisten Menschen sich vor vielen Jahren zurückgezogen, als unbekannte, mächtige Kreaturen, die „Nonesuch“, die Erdoberfläche übernahmen.
Doch weil noch immer einige wenige Überlebende in einem verlassenen, dunklen Wald dort oben ausharren, werden regelmäßig Soldaten wie S.U.M.1 als Wächter auf Aussichtstürme am Rand des oberirdischen Sicherheitskreises geschickt, um von dort aus die letzten Menschen an der Erdoberfläche vor den gefährlichen außerweltlichen Wesen zu beschützen. Sein 100-Tage-Einsatz beginnt für S.U.M.1 zunächst als Routine, läuft dann aber aus dem Ruder und plötzlich sieht der junge Kämpfer nicht nur sein Leben, sondern auch seinen Verstand in Gefahr. Paranoia und Einsamkeit entfesseln einen Albtraum.

## Besetzung und Synchronisation
Iwan Rheon spielt im Film S.U.M.1. André Hennicke übernahm die Rolle von Mac und Gökdeniz Özcetin spielt Hex.
Die Schauspieler Hennicke und Özcetin werden sich selbst im Film synchronisieren.